# 경향법
경향법 또는 줄여서 경향(Trend Type Forecast, TTF)은 대부분 공항이나 군대에 근거해서 인간이 실제로 쓴 비행 날씨 예보이다. TTF는 세 시간 이상 간격의 날씨 예보에 전문적으로 고려되며, METRAR 또는 SPECI와 같은 실제적인 날씨 보고서에 근거한다.
TTF는 TAF와 비슷하거나 TAF에 덧붙여진다. 그러나 TTF는 타당한 기간동안 TAF보다 우수한 것으로 간주된다.